# Gabriela Muskała

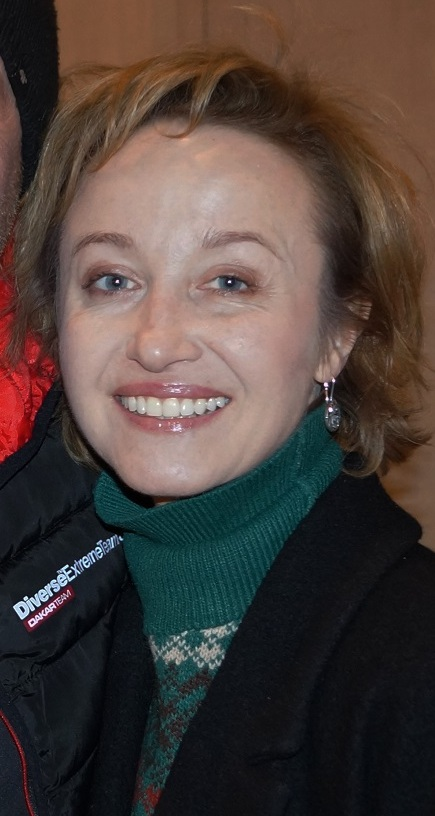
Gabriela Muskała im Jahr 2019

Gabriela Muskała (* 11. Juni 1969 in Kłodzko, Polen) ist eine polnische Schauspielerin und Drehbuchautorin.

## Leben
Gabriela Muskała wurde in der polnischen Stadt Kłodzko, unweit der tschechischen Grenze, geboren. Sie studierte an der Schauspielabteilung der Staatlichen Hochschule für Film, Fernsehen und Theater Łódź, wo sie im Jahr 1994 ihren Abschluss machte. Ihr Theaterdebüt gab sie im zweiten Studienjahr, als sie am Łódźer Teatr Powszechny in dem Musical Anne auf Green Gables in der Rolle der Anne auftrat. An dem Theater spielte sie von 1993 bis 1997, dann wechselte sie innerhalb der Stadt an das Stefan-Jaracz-Theater. Mitte der 2000er Jahre spielte sie in Warschau am Teatr Dramatyczny und trat auch am Polnischen Nationaltheater und dem Och-Teatr auf.
1999 spielte sie in dem Film Królowa aniolów ihre erste Hauptrolle und startete im Anschluss ihre Film- und Fernsehkarriere. So spielte sie unter anderem in den Filmen Wymyk, Moje córki krowy und Fuga. Für ihre Rolle in dem 2011 veröffentlichten Film Wymyk wurde sie 2011 auf dem Polnischen Filmfestival Gdynia mit dem Darstellerpreis ausgezeichnet Für ihr Drehbuch zu dem Film Fuga, in dem Gabriela Muskała auch die Hauptrolle spielte, erhielt sie im Jahr 2019 den Polnischen Filmpreis als Entdeckung des Jahres.
Sie ist auch schon als Drehbuchautorin tätig gewesen. Darüber hinaus hat sie gemeinsam mit ihrer Schwester Monika, mit der sie unter dem Pseudonym Amanita Muskaria arbeitet, Theaterstücke geschrieben. Gabriela Muskała war mit dem Regisseur und Drehbuchautor Greg Zglinski verheiratet, mit dem sie einen Sohn namens Michael hat. 2015 ließ sich das Paar scheiden.

## Filmografie
- 1999: Królowa aniolów
- 2004: Kein Feuer im Winter (Tout un hiver sans feu)
- 2009: Absturz über Gibraltar (Generał – zamach na Gibraltarze)
- 2014: Brancz
- 2018: Im Sumpf (Rojst)
- 2020: Nobody Sleeps in the Woods Tonight
- 2022: Da kommt noch was
- 2025: Aniela (Fernsehserie)

## Auszeichnungen
- 2011: Polnisches Filmfestival Gdynia – Beste Nebendarstellerin (in dem Film Wymyk)
- 2019: Polnischer Filmpreis – Entdeckung des Jahres (für ihr Drehbuch in dem Film Fuga)